# Norgesmesterskapet 1947
La Norgesmesterskapet 1947 di calcio fu la 42ª edizione del torneo. La squadra vincitrice fu lo Skeid, che vinse la finale contro il Viking con il punteggio di 2-0.

## Risultati

### Terzo turno
| Squadra 1       | Risultato      | Squadra 2    |
| --------------- | -------------- | ------------ |
| Lisleby         | 0 - 4          | Ørn          |
| Fredrikstad     | 8 – 2          | Jevnaker     |
| Rapid           | 1 - 3          | Mjøndalen    |
| Lyn Oslo        | 12 – 0         | Falken       |
| Jordal          | 0 - 5          | Sarpsborg    |
| Fremad          | 1 - 2 (d.t.s.) | Kvik         |
| Drammens        | 2 - 5          | Brann        |
| Kongsberg       | 2 – 2 (d.t.s.) | Selbak       |
| Tønsberg Turn   | 1 - 2          | Skeid        |
| Sandefjord BK   | 2 – 1          | Rakkestad    |
| Larvik Turn     | 3 – 0 (d.t.s.) | Jerv         |
| Viking          | 4 – 0          | Gjøvik-Lyn   |
| Ålgård          | 1 – 1 (d.t.s.) | Frigg        |
| Årstad          | 4 – 1          | Jarl         |
| Kristiansund FK | 2 - 3          | Steinkjer    |
| Freidig         | 3 – 1          | Clausenengen |

#### Ripetizione
| Squadra 1 | Risultato | Squadra 2 |
| --------- | --------- | --------- |
| Selbak    | ? – ?     | Kongsberg |
| Frigg     | 2 – 1     | Ålgård    |

### Quarto turno
| Squadra 1   | Risultato      | Squadra 2     |
| ----------- | -------------- | ------------- |
| Sarpsborg   | 7 – 1          | Ørn           |
| Fredrikstad | 2 – 1          | Frigg         |
| Skeid       | 5 – 4 (d.t.s.) | Freidig       |
| Selbak      | 3 – 2          | Sandefjord BK |
| Mjøndalen   | 2 – 1          | Larvik Turn   |
| Viking      | 6 – 0          | Årstad        |
| Brann       | 4 – 0          | Lyn Oslo      |
| Kvik        | 4 – 0          | Steinkjer     |

### Quarti di finale
| Squadra 1   | Risultato | Squadra 2 |
| ----------- | --------- | --------- |
| Sarpsborg   | 3 – 2     | Kvik      |
| Fredrikstad | 0 - 1     | Skeid     |
| Brann       | 0 - 1     | Viking    |
| Mjøndalen   | 2 – 0     | Selbak    |

### Semifinali
| Squadra 1 | Risultato      | Squadra 2 |
| --------- | -------------- | --------- |
| Mjøndalen | 1 – 1 (d.t.s.) | Viking    |
| Skeid     | 3 – 0          | Sarpsborg |

#### Ripetizione
| Squadra 1 | Risultato | Squadra 2 |
| --------- | --------- | --------- |
| Viking    | 3 – 2     | Mjøndalen |

### Finale
| Arbitro: | Halvorsen |

|                          |           |  |
| Nordahl 30’ Sæthrang 90’ | Marcatori |  |

#### Formazioni
| Skeid (2-3-5) |  |                    |
|               |  |                    |
| POR           |  | Petter Due         |
| DIF           |  | Sigurd Smestad     |
| DIF           |  | Gustav Rehn        |
| CEN           |  | Knut Andersen      |
| CEN           |  | John Bøhleng       |
| CEN           |  | Willy Sundblad     |
| ATT           |  | Henry Mathisen     |
| ATT           |  | Brede Borgen       |
| ATT           |  | Hans Nordahl       |
| ATT           |  | Paul Sæthrang      |
| ATT           |  | Kjell Anker Hansen |
| Allenatore:   |  |                    |
| Vilém Červený |  |                    |

| Viking (2-3-5) |  |                     |
|                |  |                     |
| POR            |  | Torgeir Torgersen   |
| DIF            |  | Karsten Johannessen |
| DIF            |  | Tonning Skjæveland  |
| CEN            |  | Arthur Wilsgård     |
| CEN            |  | Thore Thu           |
| CEN            |  | Lauritz Abrahamsen  |
| ATT            |  | Inge Paulsen        |
| ATT            |  | Gunnar Stensland    |
| ATT            |  | Ragnar Paulsen      |
| ATT            |  | William Danielsen   |
| ATT            |  | Georg Monsen        |